# シェル芸
シェル芸 （シェルげい）とは、 ワンライナープログラムをシェル上で実行することである。この用語を考案した上田隆一は「マウスも使わず、ソースコードも残さず、GUIツールを立ち上げる間もなく、あらゆる調査・計算・テキスト処理をCLI端末へのコマンド入力一撃で終わらすこと。あるいはそのときのコマンド入力のこと。」と上田ブログで定義している。